# الینه پلگرینو
الینه پلگرینو (پرتغالی: Aline Pellegrino؛ زادهٔ ۶ ژوئیهٔ ۱۹۸۲) بازیکن فوتبال زن اهل برزیل است.
از باشگاه‌هایی که در آن بازی کرده‌است می‌توان به باشگاه فوتبال زنان سانتوس و باشگاه فوتبال سانتوس اشاره کرد.
وی همچنین در تیم ملی فوتبال زنان برزیل بازی کرده‌است.